# Bryoptera leprosata
Bryoptera leprosata là một loài bướm đêm trong họ Geometridae.